# 韋特林山
47°41′04″N 15°21′25″E / 47.6844728°N 15.3568308°E

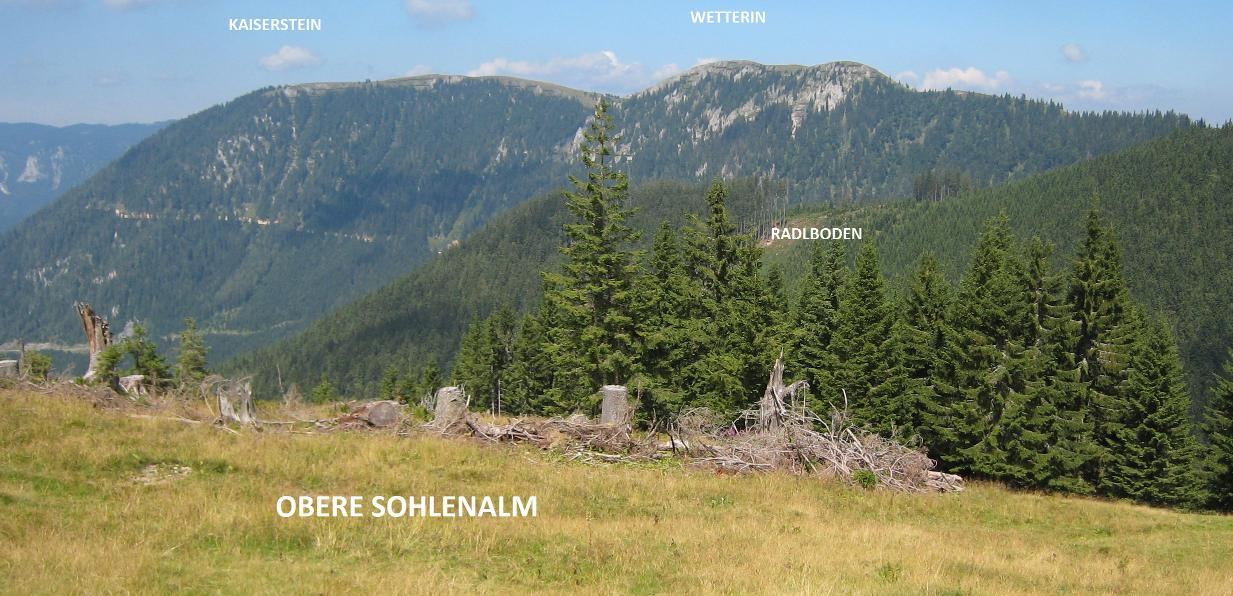

韋特林山（德語：Wetterin），是奧地利的山峰，位於該國東南部，由施泰爾馬克州負責管轄，屬於米爾茨塔勒阿爾卑斯山脈的一部分，海拔高度1,530米，每年平均降雨量1,594毫米。